# Saisons d'exil
Saisons d'exil est un roman de l'écrivain sud-coréen Yi In-seong publié en 1983. Il est l'un de ses trois romans traduits en français. Le style littéraire est particulier, laissant une image de cubisme littéraire.

## Résumé
- Double circuit, vingt ans et quelques - printemps 1974 ou hiver 1973 : militaire mobilisé et démobilisé prématurément d'une base à Chuncheon, un jeune homme est dans le bus qui le ramène à Séoul. À travers la vitre du bus, son reflet se perd dans le paysage nocturne. Il est à la fois dans le transport en commun et dans ses souvenirs. Tantôt avec ses amis de l'université avec lesquels il a participé aux contestations étudiantes, tantôt dans le jardin de Changgyeonggung, tantôt dans un village où se trouve le foyer d'éducation "Au soufflet de forge", tantôt à l'arrêt de Gapyeong, tantôt avec une prostituée à "la neige de printemps". Il est à la fois dans son printemps de rêve et dans cet hiver de réalité.
- Cimetière d'une époque - été 1974 : il doit se rendre sur la tombe de son père. En chemin, il revient sur son passé. Il fait un passage au  club de théâtre de son université, puis au "Caveau", le bar où lui et ses amis se réunissent d'habitude. Là, il y rencontre "son ombre", celui qui doit jouer son propre rôle dans la pièce légèrement autobiographique dont il est l'auteur. Il erre dans les rues. Il prend en filature une jeune femme qu'il trouve séduisante, allant jusqu'à son bureau. Dans le bus qui l'amène vers le nord, où est enterré son père, il discute avec le défunt qui lui apparaît. Puis, celui-ci va finalement s'allonger dans sa tombe.
- Maintenant, lui et moi face à face - automne 1974 : il assiste à la pièce qu'il a écrite avant d'être envoyé au service militaire plus tôt que l'âge habituel, du fait de sa participation au mouvement de contestation étudiante pendant le régime militaire. Le fait d'assister à cette pièce qui parle elle-même d'une pièce de théâtre, et où les spectateurs sont pris pour les acteurs, le fait énormément s'interroger sur lui-même, sur sa personnalité, etc. La fiction se mêle sans discernement avec la réalité.
- Au bout de l'exil - hiver 1974 : un couple sur une plage, logé dans une auberge de Migu, une ville imaginaire, un bidas de première classe qui les surprends sur la plage de nuit alors que c'est une zone interdite, mais aussi un homme seul dans un auberge en train d'observer ce même couple. Le personnage principal semble être un peu chacune de ces personnes. Plusieurs histoires mélangées, répétées avec des versions différentes, avec des points de vue différents, à des moments différents. Tantôt dans le "bistroquet", tantôt autour de la boîte aux lettres, de la station de bus, ou de la pharmacie "Au bon cœur", tantôt au bord de la mer ou du lac, dans la "Maison de Do-kae-bi", tantôt sur les pentes enneigées d'un montagne des Monts Taebaek, l'histoire est vue comme à travers un kaléidoscope, les transitions entre les différentes parties n'étant pas toujours évidentes.